# Abat Garí
L'abat Garí, segle x, fou un eminent abat de diversos monestirs benedictins dels comtats de Carcasona i de Cerdanya vinculats a l'ordre de Cluny. El primer del qual es té notícia, a. 961-965, és Sant Pere de Lesat (Comtat de Carcassona), en el darrer any esmentat, passà a Sant Miquel de Cuixà, (Comtat de Conflent), abans del 978 també ho era de monestir de Sant Hilari de Carcassona, el 988 viatja a Montecassino i Terra Santa, d’on tornà el 993, Joan XV el confirmà com abat dels monestirs de Lesat, Carcassona, Cuixà, Mas Garnier i Alet. L'any 1000 un document del comte Bernat Tallaferro el cita ja difunt.
Garí devia estar fortament relacionat a Maiol de Cluny (906-994) i a la gran expansió que la reforma cluniacenca experimentà sota la seva direcció, per l'altra part Sunifred de Cerdanya i Besalú atret per un orde monàstic desvinculat del bisbe local (en els seus territoris no n’hi havia), li’n va oferir la direcció i reordenació de Sant Miquel de Cuixà l'any 965 i a partir d'aquest moment apareix intensament vinculat a la dinástica comtal.
Així el 968 Garí viatjava a Roma acompanyat del comte Oliba Cabreta per sol·licitar la confirmació papal de privilegis anteriors.
El 969 entrà en contacte amb Gerbert d'Orlhac, el futur Papa Silvestre II, que retornava de la seu viatge d’estudis a Ripoll interessat en la cultura científica àrab i amb el qual mantindria correspondència en el futur.
L’any 974 es procedia, després d'una llarga reforma, a consagrar l'església de Sant Miquel, amb l'assistència dels bisbes d'Elna, de Girona, de Vic, d'Urgell, de Tolosa i de Carcassona.
En el 978 tornava a emprendre un segon viatge per terres itàliques on entrà en contacte amb Pere Orsèol, Dux de Venècia, al qual va provocar una crisi religiosa i que poc després trobem a Cuixà vestint l’hàbit acompanyat dels seus connacionals Joan Gradenigo, Joan Morosini, Marí i Romuald. A la mort d'Urseol, 988, inicià un tercer viatge acompanyat del grup venecià, que es dispersà, i d’Oliba Cabreta que morí a Montecassino el 990. Garí aleshores passa a Jerusalem d’on retornà el 993, residint a partir de la data a Sant Pere de Lesat, on degué morir abans de l'any 1000.
Garí acabà exercint com una mena de provincial de l’ordre de Cluny als comtats de Carcassona i de Cerdanya, segurament en reconeixement d'una llarga trajectòria monacal de gran influència política i religiosa, en un temps de forta expansió cultural promoguda per la reforma cluniacenca i de debilitament del poder reial franc a l'espai occità i català, que culminaria, en temps seu, amb la ruptura definitiva del vincle vassallàtic de diversos comtats aprofitant l'adveniment de la dinastia Capet (987): a Empúries-Rosselló Gausfred I encunyava moneda sense designar al rei i s'intitulava comte «per la gracia de Déu» i a Barcelona després del saqueig de Barcelona, Borrell II s'abstenia de retre vassallatge a Hug Capet, inaugurant així un ràpid procés d’accés a la sobirania senyorial de facto en tot el migdia del regne franc.